# جام حذفی فوتبال ایتالیا ۲۳–۲۰۲۲
کوپا ایتالیا ۲۳–۲۰۲۲ (با نام تجاری کوپا ایتالیا Frecciarossa به دلایل حمایت مالی از دور دوم) هفتاد و ششمین دوره جام ملی در فوتبال ایتالیا است.
۴۴ تیم شرکت کننده وجود دارد.
اینتر میلان مدافع عنوان قهرمانی است.
زمان بازی‌ها تا ۳۰ اکتبر ۲۰۲۲ و از ۲۶ مارس ۲۰۲۳ CEST (یوتی‌سی ۲:۰۰+) بود. زمان‌های روزهای موقت ("زمستان") CET (یوتی‌سی ۱:۰۰+) بود.